# Džep
Džep (en serbe cyrillique : Џеп) est un village de Serbie situé dans la municipalité de Vladičin Han, district de Pčinja. Au recensement de 2011, il comptait 181 habitants.

## Démographie
| 1948 | 1953 | 1961 | 1971 | 1981 | 1991 | 2002 | 2011 |
| ---- | ---- | ---- | ---- | ---- | ---- | ---- | ---- |
| 270  | 239  | 325  | 200  | 225  | 221  | 194  | 181  |

|  |